# Andrés Ricaurte
Andrés Ricaurte Vélez (Medellín, 3 ottobre 1991) è un calciatore colombiano, centrocampista dell'Emelec.

## Caratteristiche tecniche
È un centrocampista offensivo.

## Carriera
Cresciuto nel settore giovanile del Rionegro Águilas, ha esordito in prima squadra il 4 maggio 2011 disputando l'incontro di Copa Colombia perso 2-1 contro l'Independiente Medellín.
Nel 2020, dopo 180 presenze disputate fra prima e seconda serie colombiana, è passato in prestito al FC Dallas in Major League Soccer.